# Al-Bahrajn
Al-Bahrajn (arab. ‏البحرين‎, Al-Baḥrayn) – wyspa w Zatoce Bahrajnu, największa wyspa państwa i archipelagu Bahrajnu (55 km długości i 18 km szerokości, ok. 572 km² powierzchni). Na niej koncentruje się większość ludności państwa i główne miasta (stolica Manama, Ar-Rifa, Sitra). Stanowi ok. 85% powierzchni kraju.
Szeroko wykorzystywana gospodarczo, zwłaszcza w północnej części (pas ok. 5 km północnego wybrzeża); w centrum z kolei znajduje się wiele szybów naftowych. Leży na generalnie nizinnym terenie, sporą jej część pokrywa pustynia z najwyższym wzniesieniem kraju – Dżabal ad-Duchan o wysokości 134 m n.p.m. Zwłaszcza południowa, słabiej wykorzystana część wyspy obfituje w rafy koralowe i skały nabrzeżne.
Al-Bahrajn posiada połączenie drogowe z wyspą Al-Muharrak przebiegające trzema groblami. Łączy się też z wyspą Umm an-Nasan i przez nią Groblą Króla Fahda z Arabią Saudyjską.